# ونتورا دیاز
ونتورا دیاز (اسپانیایی: Ventura Díaz‎؛ زادهٔ ۲۶ اوت ۱۹۳۷) دوچرخه‌سوار اهل اسپانیا است. وی در بازی‌های المپیک تابستانی ۱۹۶۰ شرکت کرده است.